# Équipe d'Argentine masculine de handball au Championnat du monde 2019
Cet article relate le parcours de l'équipe d'Argentine masculine de handball lors du Championnat du monde 2019 ayant lieu en France. Il s'agit de la 12e participation de l'Argentine aux Championnats du monde.

## Présentation

### Qualification
En remportant le Championnat panaméricain 2018, l'Argentine obtient sa qualification pour le Championnat du monde 2019.

### Effectif pour la compétition
À noter l'absence de Diego Simonet tandis que le capitaine Gonzalo Carou participe à son dixième Championnat du monde.

## Résultats

### Tour préliminaire
Le Argentine évolue dans le groupe D.
|   | Équipe    | Pts | J | G | N | P | Bp  | Bc  | Diff |
| - | --------- | --- | - | - | - | - | --- | --- | ---- |
| 1 | Suède     | 10  | 5 | 5 | 0 | 0 | 151 | 111 | 40   |
| 2 | Hongrie   | 6   | 5 | 2 | 2 | 1 | 151 | 138 | 13   |
| 3 | Égypte    | 5   | 5 | 2 | 1 | 2 | 132 | 133 | -1   |
| 4 | Qatar     | 4   | 5 | 2 | 0 | 3 | 125 | 127 | -2   |
| 5 | Argentine | 3   | 5 | 1 | 1 | 3 | 119 | 130 | -11  |
| 6 | Angola    | 2   | 5 | 1 | 0 | 4 | 121 | 160 | -39  |

| 11 janvier 2019 18h00 | Argentine    | 25 - 25 | Hongrie   | Royal Arena, Copenhague Affluence : 4 272 Arbitrage : López, Ramírez |
| 11 janvier 2019 18h00 | P. Simonet 6 | (10-13) | Balogh 11 | Royal Arena, Copenhague Affluence : 4 272 Arbitrage : López, Ramírez |
| 11 janvier 2019 18h00 | ×3 ×4        | Rapport | ×2 ×3     | Royal Arena, Copenhague Affluence : 4 272 Arbitrage : López, Ramírez |

| 13 janvier 2019 20h30 | Suède        | 31 - 16 | Argentine   | Royal Arena, Copenhague Affluence : 6 492 Arbitrage : Santos, Fonseca |
| 13 janvier 2019 20h30 | Zachrisson 6 | (15-10) | Fernández 6 | Royal Arena, Copenhague Affluence : 6 492 Arbitrage : Santos, Fonseca |
| 13 janvier 2019 20h30 | ×1 ×8        | Rapport | ×2 ×6       | Royal Arena, Copenhague Affluence : 6 492 Arbitrage : Santos, Fonseca |

| 14 janvier 2019 18h00 | Argentine   | 20 - 22 | Égypte   | Royal Arena, Copenhague Affluence : 2 607 Arbitrage : Kolahdouzan, Mousaviannazhad |
| 14 janvier 2019 18h00 | Fernández 5 | (9-8)   | Sanad 7  | Royal Arena, Copenhague Affluence : 2 607 Arbitrage : Kolahdouzan, Mousaviannazhad |
| 14 janvier 2019 18h00 | ×4 ×7       | Rapport | ×2 ×5 ×1 | Royal Arena, Copenhague Affluence : 2 607 Arbitrage : Kolahdouzan, Mousaviannazhad |

| 16 janvier 2019 15h30 | Angola     | 26 - 33 | Argentine    | Royal Arena, Copenhague Affluence : 1 709 Arbitrage : Nachevski, Nikolov |
| 16 janvier 2019 15h30 | Ferreira 7 | (12-17) | P. Simonet 7 | Royal Arena, Copenhague Affluence : 1 709 Arbitrage : Nachevski, Nikolov |
| 16 janvier 2019 15h30 | ×3 ×5      | Rapport | ×2 ×1        | Royal Arena, Copenhague Affluence : 1 709 Arbitrage : Nachevski, Nikolov |

| 17 janvier 2019 18h00 | Qatar   | 26 - 25 | Argentine               | Royal Arena, Copenhague Affluence : 4 448 Arbitrage : Lah, Sok |
| 17 janvier 2019 18h00 | Marzo 8 | (16-13) | Baronetto, P. Simonet 4 | Royal Arena, Copenhague Affluence : 4 448 Arbitrage : Lah, Sok |
| 17 janvier 2019 18h00 | ×1 ×3   | Rapport | ×1 ×4                   | Royal Arena, Copenhague Affluence : 4 448 Arbitrage : Lah, Sok |

### Coupe du Président
|  | Matchs pour les places 17 à 20      | Matchs pour les places 17 à 20      |        |    | Match pour la 17e place             | Match pour la 17e place             |
|  | Matchs pour les places 17 à 20      | Matchs pour les places 17 à 20      |        |    | Match pour la 17e place             | Match pour la 17e place             |
|  |                                     |                                     |        |    |                                     |                                     |
|  | Copenhague, Danemark, 19 janv. 2019 | Copenhague, Danemark, 19 janv. 2019 |        |    | Copenhague, Danemark, 20 janv. 2019 | Copenhague, Danemark, 20 janv. 2019 |
|  | Copenhague, Danemark, 19 janv. 2019 | Copenhague, Danemark, 19 janv. 2019 |        |    | Copenhague, Danemark, 20 janv. 2019 | Copenhague, Danemark, 20 janv. 2019 |
|  | Serbie                              | 32                                  |        |    | Copenhague, Danemark, 20 janv. 2019 | Copenhague, Danemark, 20 janv. 2019 |
|  | Serbie                              | 32                                  |        |    | Copenhague, Danemark, 20 janv. 2019 | Copenhague, Danemark, 20 janv. 2019 |
|  | Bahreïn                             | 27                                  |        |    | Copenhague, Danemark, 20 janv. 2019 | Copenhague, Danemark, 20 janv. 2019 |
|  | Bahreïn                             | 27                                  | Serbie | 28 |                                     |                                     |
|  | Copenhague, Danemark, 19 janv. 2019 |                                     | Serbie | 28 |                                     |                                     |
|  |                                     | Argentine                           | 30     |    |                                     |                                     |
|  | Autriche                            | Argentine                           | 30     | 22 |                                     |                                     |
|  | Autriche                            |                                     |        | 22 |                                     |                                     |
|  | Argentine                           | 24                                  |        |    |                                     |                                     |
|  | Argentine                           | 24                                  |        |    |                                     |                                     |

#### Demi-finale de classement
| 19 janvier 2019 20h30 | Autriche  | 22 - 24 | Argentine   | Royal Arena, Copenhague Affluence : 1 013 Arbitrage : Boualloucha, Khenissi |
| 19 janvier 2019 20h30 | Frimmel 8 | (12-12) | Fernández 6 | Royal Arena, Copenhague Affluence : 1 013 Arbitrage : Boualloucha, Khenissi |
| 19 janvier 2019 20h30 | ×2 ×5     | Rapport | ×2          | Royal Arena, Copenhague Affluence : 1 013 Arbitrage : Boualloucha, Khenissi |

#### Match pour la17eplace
| 20 janvier 2019 20h30 | Serbie  | 28 - 30 | Argentine    | Royal Arena, Copenhague Affluence : 1 421 Arbitrage : Gubica, Milošević |
| 20 janvier 2019 20h30 | Kukić 9 | (15-13) | Fernández 10 | Royal Arena, Copenhague Affluence : 1 421 Arbitrage : Gubica, Milošević |
| 20 janvier 2019 20h30 | ×2 ×7   | Rapport | ×2 ×6        | Royal Arena, Copenhague Affluence : 1 421 Arbitrage : Gubica, Milošević |

## Statistiques et récompenses

### Buteurs
| Rang  | Joueur                    | Tot. | Tirs | %    | MJ | Moy.  |
| ----- | ------------------------- | ---- | ---- | ---- | -- | ----- |
| 1     | Federico Gastón Fernández | 34   | 42   | 81 % | 6  | 5,67  |
| 2     | Pablo Simonet             | 20   | 32   | 63 % | 7  | 2,86  |
| 3     | Santiago Baronetto        | 17   | 23   | 74 % | 7  | 2,43  |
| 4     | Manuel Crivelli           | 17   | 26   | 65 % | 7  | 2,43  |
| 5     | Lucas Moscariello         | 16   | 24   | 67 % | 7  | 2,29  |
| 6     | Sebastián Simonet         | 16   | 27   | 59 % | 7  | 2,29  |
| 7     | Federico Matías Vieyra    | 12   | 38   | 32 % | 7  | 1,71  |
| 8     | Nicolás Bonanno           | 11   | 24   | 46 % | 7  | 1,57  |
| 9     | Ignacio Pizarro           | 9    | 19   | 47 % | 7  | 1,29  |
| 10    | Ramiro Martínez           | 8    | 13   | 62 % | 7  | 1,14  |
| 11    | Gastón Mouriño            | 5    | 12   | 42 % | 7  | 0,71  |
| 12    | Juan Pablo Fernández      | 4    | 7    | 57 % | 7  | 0,57  |
| 13    | Guillermo Fischer         | 3    | 8    | 38 % | 7  | 0,43  |
| 14    | Gonzalo Carou             | 1    | 2    | 50 % | 6  | 0,17  |
| Total | Total                     | 173  | 297  | 58 % | 7  | 24,71 |

### Gardiens de but
| N°    | Nom           | %    | Arrêts | Tirs | MJ | Moy.  |
| ----- | ------------- | ---- | ------ | ---- | -- | ----- |
| 1     | Leonel Maciel | 31 % | 43     | 137  | 7  | 6,14  |
| 2     | Matías Schulz | 28 % | 33     | 118  | 7  | 4,71  |
| Total | Total         | 30 % | 76     | 255  | 7  | 10,86 |